# Вологас V од Партије
Вологас V или Вологаз V (грч. Βολογέσης, пар. 𐭅𐭋𐭂𐭔 Walagash; 130 — 208) је био краљ Јерменије (180—191; под именом Вологас II) и шаханшах Партије (191—208). Као краљ Јерменије поставио је свог сина за краља Иверије. Дошавши на власт у Партском царству предао је јерменски престо другом сину. Временом се показало ова династичка политика није донела никакву политичку корист Партском царству и да је једино продужила постојање династије. Јерменска и иверијска грана династије Арсакида надживеле су ону у Персији. Његову владавину Партијом обележили су тешки порази од стране Римског царства који су кулминирали падом Ктесифона 198. године. Неповољно завршени рат са Римом допринео је опадању ауторитета шаханшаха и убрзао успон Сасанида. 

## Биографија

### Порекло и власт над Јерменијом
Вологас је био син партског шаханшаха Вологаса IV. У време његовог рођења 130. године, његов отац је још увек био само принц, а у Партском царству се водио грађански рат између његовог деде Митридата IV и Вологаса III. Вологас III је превладао, али после његове смрти 147. године Вологас IV је државним ударом дошао на престо и тако обезбедио власт над Партијом својој грани династије Арсакида.
После смрти краља Сохема 180. године, Вологас је ступио на јерменски престо као Вологас II. Како је Јерменија била сателит Римског царства и пошто је римска интервенција изостала, могуће је да је ово урађено у споразуму са римским царем Комодом. Користећи родбинске везе са иверијском краљевском породицом, Вологас се у другој половини 180-их година умешао у унутрашња питања ове кавкаске државе. Јерменски краљ је подржао племство које се побунило против краља Амазаспа II и успео је да после његове смрти, најкасније 189. године, на иверијски престо доведе свог сина Рева, Амазасповог сестрића. Године 191. услед очеве смрти Вологас је преузео власт над Партским царством док је Јерменију препустио свом сину Хозроју.

### Шаханшах Партије
Није сигурно да ли је Вологасово ступање на престо било мирно или је било праћено још неугушеним устанком Хозроја II, који је 190. године избио у Медији. Иако се обично узима да је устанак убрзо угушен, постоји и становиште да је он тињао током читаве Вологасове владавине.
Године 193. Вологас се умешао у грађански рат у Римском царству прихвативши савез који му је понудио Песценије Нигер, кога је војска у Антиохији прогласила за цара. Хатра, држава подређена Партском царству, послала је Нигеру контингент стрелаца. Међутим, супротно свом оцу, јерменски краљ је одбио да се уплиће у унутрашња питања римске државе. Цар Септимије Север поразио је и убио Нигера 194. године. Пошто су присталице пораженог побегле Вологасу, Север је 195. године покренуо поход против Партије. Попут ранијих партских владара, Вологас је избегавао да ступи у отворену борбу са Римљанима, али му то није донело много користи. Римска војска је освојила Осроену и Адијабену, а један њен део је остао као гарнизон у Нисибису. Тиме је успостављено римско присуство на територији северне Месопотамије, која је по правилу потпадала под партску сферу утицаја.
Међутим, како је Север убрзо морао отићи на запад да се бори са другим узурпатором, шаханшах је искористио прилику за контранапад. Његове трупе напале су Римљане на широком фронту од Сирије и Месопотамије до Јерменије и успеле да их потисну. Гарнизон у Нисибису је био опкољен, али се одржао захваљујући храбрости свог заповедника. После победе над својим противницима, Септимије Север је 197. године кренуо да спрема нови поход против Партије, за који су регрутоване три нове легије. По Херодијану, као повод је искористио помоћ коју је Хатра пружила Нигеру.
Већ исте 197. године, римски цар је са значајним војним снагама прешао Еуфрат и започео велики поход против Партије. Док је напредовао према Нисибису краљ Осроене му је предао своју децу као таоце и послао му контигент стрелаца. Истовремено, и јерменски краљ, премда је био Вологасов син, послао му је таоце и поклоне. Овај последњи чин довољно говори о безначајности пређашње Вологасоветоме династичке политике. Херодијан даље говори да је римска војска опљачкала и спалила читаву област северне Месопотамије. Као и у прошлом рату, Вологасова војска је избегавала сукоб и повлачила се пред непријатељем напустивши опсаду Нисибиса. Стигавши до Нисибиса, принцепс је послао војску да опседне Хатру. Међутим, одлучна одбрана и велики губици Римљана, приморали су цара на повлачење у Сирију.
Убрзо су римске снаге извршиле копнено-речну офанзиву низ Еуфрат према средњој Месопотамији. Римљани су пљачкали и уништавали све пред собом. Без много отпора пали су Ктесифон, Вавилон и Селеукија. Нарочито је велики утисак оставио пад партске престонице Ктесифона на самом почетку 198. године. Град је опљачкан и готово уништен. Касије Дион и Херодијан говоре да су 100.000 жена и деце продати у робље, а да је велики број мушкараца побијен. Поводом овог успеха римски цар је узео назив Парћански победник (лат. Parthicus Maximus). Уследио је лични састанак Вологаса и Септимија Севера, после кога је закључен мир и Римљани су напустили средњу Месопотамију.
Мир између Вологаса и Септимија Севера није се односио и на Хатру, али је она успела да се одбрани и 198. године. На северу Месопотамије римски цар је основао провинцију Месопотамију, са престоницом у Нисибису. Победа је Римском царству обезбедила готово полувековну премоћ на Блиском истоку. Мир између Рима и Партије обновљен је 202. године. Потпун Вологасов пораз још више је подрио његову власт над краљевинама Партског царства. За време његове владавине нагло почиње да јача моћ бунтовних Сасанида, који су до 208. године завладали целим Персисом.
Вологас је умро 208. године, а на власти га је наследио син Вологас VI.

## Породица
Вологас V је вероватно имао више супруга, али једино је историјски позната неименована иверијска принцеза, кћерка краља Фаразмана III. Позната су четири његова сина:
- Рев I, син иверијске принцезе, иверијски краљ (189—216) и оснивач иверијске гране Арсакида која је владала овом земљом најкасније до 284. године;
- Хозроје I, јерменски краљ (191—217) и оснивач нове јерменске гране Арсакида која је владала овом земљом са прекидима до 428. године;
- Вологас VI, последњи партски шаханшах (208—228);[10]
- Артабан IV, партски шаханшах (216—224), ривал свом брату Вологасу.[11]

## Галерија
- Сестерциј Септимија Севера искован 195. године у част победе над Адијабеном. На аверсу је лик римског цара, а на реверсу два заробљеника седе испод трофеја.
- Новчић Вологаса V искован у Екбатани. На аверсу је шаханшахов лик са дијадемом. На реверсу седећи стрелац Арсак, оснивач Партског царства, са својим монограмом.
- Лик Вологаса V са дијадемом на драхми искованој за време његове владавине у Екбатани.